# Anisodes bipunctata
Anisodes bipunctata är en fjärilsart som beskrevs av W. Warren 1904. Anisodes bipunctata ingår i släktet Anisodes och familjen mätare. Inga underarter finns listade i Catalogue of Life.